# 中浪站
中浪站（：／ Jungnang yeok */?）是京義·中央線與京春線共線區間沿線的一座鐵路車站，位於韓國首爾特別市中浪區中和洞。

## 車站結構
站體為2面4線側式月台的高架車站，候車月台設有月台幕門，中間2條為急行列車通過線。
車站統合了StoryWay便利店與乘車券發賣業務。

### 月台配置
| ↑ 回基 |
| \| １  |
| 上鳳 ↓ |

| 月台 | 路線                   | 目的地                               |
| ---- | ---------------------- | ------------------------------------ |
| 1    | ●首都圈電鐵京義·中央線 | 九里、德沼、八堂、楊平、龍門方向     |
| 1    | ●首都圈電鐵京春線      | 上鳳、退溪院、坪內好坪、春川方向     |
| 2    | ●首都圈電鐵京義·中央線 | 清涼里、往十里、龍山、孔德、文山方向 |
| 2    | ●首都圈電鐵京春線      | 清涼里方向                           |

## 歷史
- 2005年12月16日：中央線站體落成啟用。
- 2014年12月27日：首都圈電鐵京義·中央線開通。
- 2016年9月26日：首都圈電鐵京春線開通。

## 車站周邊
- 中浪橋東部市場
- 中和文化福利中心
- 中和2洞治安中心
- 鳳凰治安中心
- 百鶴兒童公園
- 上鳳公園
- 青里公園
- 長安中學
- 首山教會
- 首爾中浪初等學校
- 韓國通訊中浪營業所

## 圖片

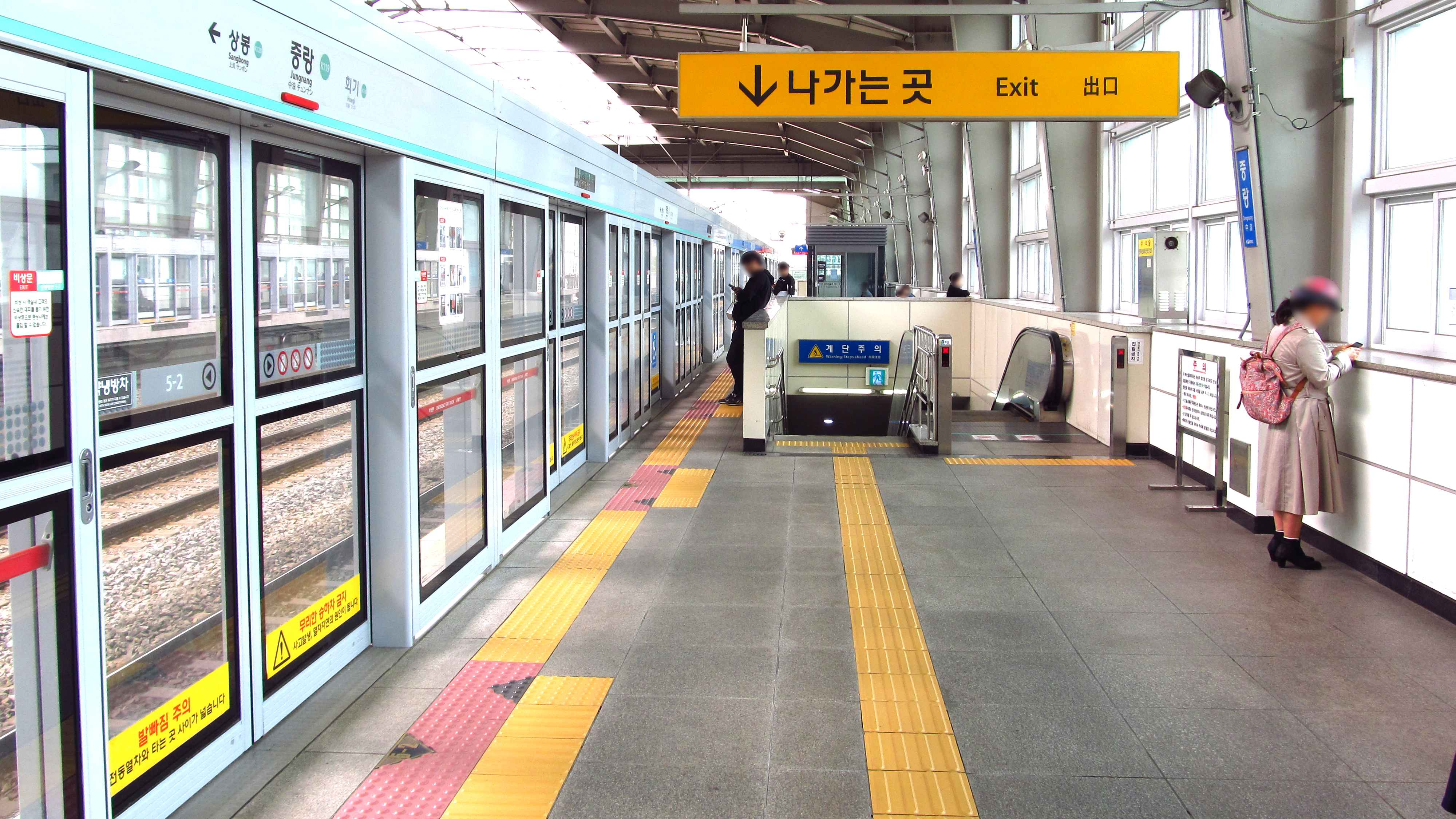
候車月台
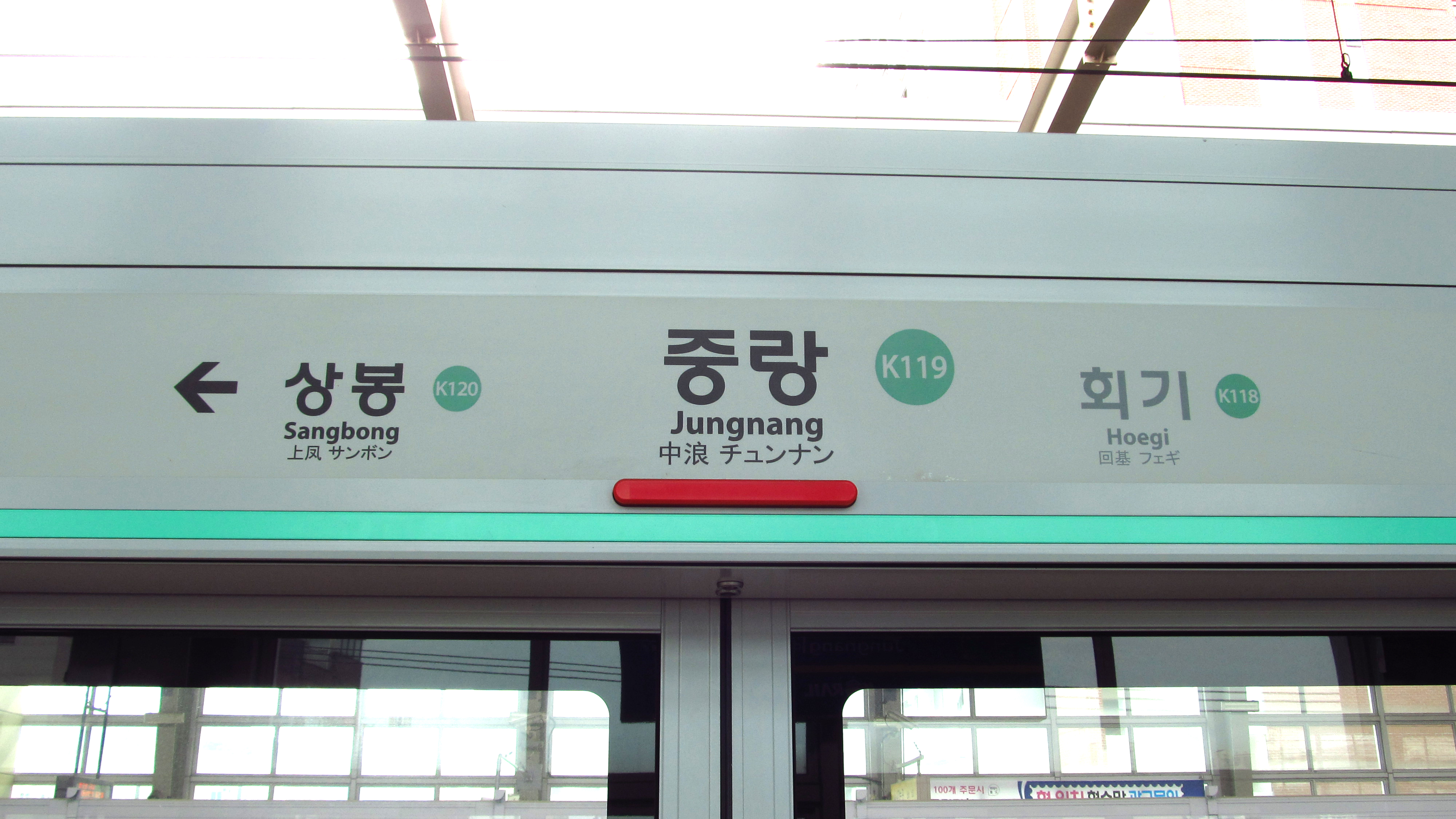
月台門資訊板
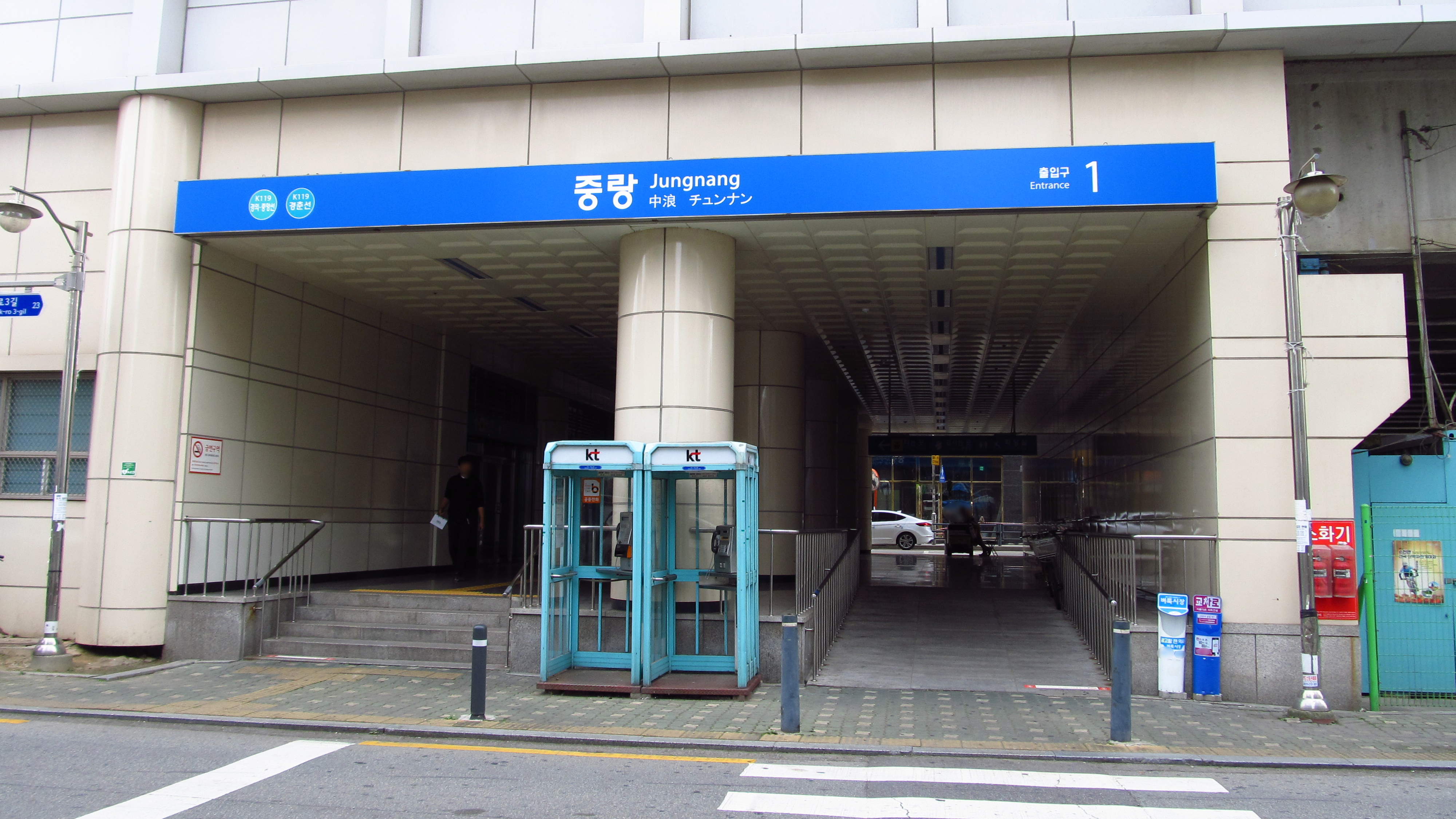
1號出口
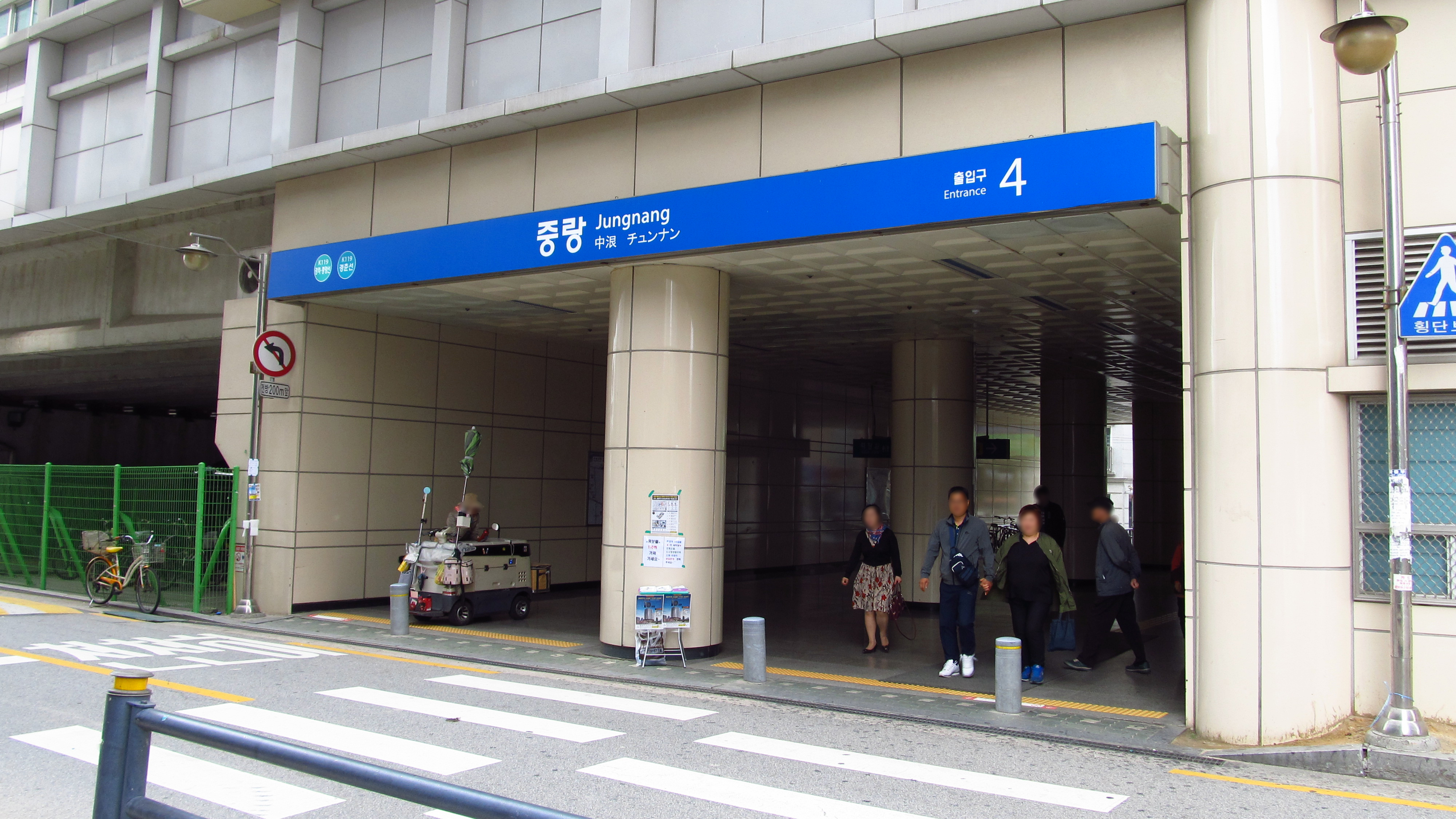
4號出口

## 相鄰車站
韓國鐵道公社
●首都圈電鐵京義·中央線
京義線急行、京義·中央線緩行
回基（K118）－中浪（K119）－上鳳（K120）
●首都圈電鐵京春線
京春線緩行
回基（K118）－中浪（K119）－上鳳（K120）